# Antonio Napolioni
Antonio Napolioni (Camerino, 11 de dezembro de 1957) é um bispo católico italiano. Desde 16 de novembro de 2015, é o Bispo de Cremona.

## Biografia
Nascido em Camerino, dom Antonio começou a estudar direito na Universidade de sua cidade, mas logo ingressou no Seminário de Fano e foi ordenado padre em junho de 1983. Foi diretor do Ufficio Catechistico diocesano di Camerino de 1983 a 1993.
Desde 2010 é pároco do duomo de São Severino di Settempeda em San Severino Marche.
Em 16 de novembro de 2015 foi nomeado bispo de Cremona pelo Papa Francisco e será consagrado em 30 de janeiro de 2016 pelas mãos de seu predecessor dom Dante Lafranconi.

### Honrarias
- : Capelão de Sua Santidade - 5 de Janeiro 2005